# 윤취동
윤취동(尹取東, 1798년 7월 18일 ~ 1863년 12월 21일)은 조선시대 후기의 효자, 문신으로 윤두수의 7대손이며 증조는 돈령부사 윤세겸(尹世謙)이고 조부는 낭청을 지내고 증 호조참의와 증 비서원승에 추증된 윤발(尹潑)이다. 가선대부 의정부참찬에 추증된 윤득실(尹得實)의 셋째 아들이었다. 관직은 중추부지사에 이르렀고 사후 증직으로 의정부찬정에 추증되었다. 前 대한민국 4대 대통령인 윤보선의 증조할아버지이다.
몰락 양반가 출신이었으며 어려서 고아가 되었지만 그 자신의 근면성으로 아산군 둔포면 일대에 재산과 농토를 축척했고, 이는 후손들의 출세의 발판이 되었다. 본관은 해평. 자(字)는 사임(士任), 호(號)는 신덕제(新德齋)이다. 충청남도 천안군 출신.

## 생애

### 출생과 가계
윤취동은 충남 천안 출신으로 1798년 통덕랑을 지내고 사후 증 통정대부 이조참의와 증 가선대부 의정부공찬에 추증된 윤득실(尹得實)의 셋째 아들로 태어났다. 선조 때의 형제 정승인 윤두수·윤근수 형제의 후손이었다.
6대조 윤흔은 임진왜란 때 호성공신이고, 벼슬은 자헌대부 지중추부사에 이르렀으며 사후 의정부 좌의정에 증직되었다. 5대조 윤취지는 음서 제도로 출사하여 가의대부 중추부동지사에 이르렀고, 고조부 윤채는 세자익위사사어를 지내고 사후 증 이조참판에 추증되었으며 증조부 윤세겸은 순흥부사, 성주목사, 사도사첨정 등을 지내고 동지돈녕부사에 이르렀다. 그러나 할아버지 윤발은 서자였고, 관직에 오르지 못하다가 수원부 행궁을 짓는데 집이 편입되면서 1791년부터 1794년까지 잠깐 낭청직에 임명되었다. 그러나 1794년 낭청직에서 물러나면서 더 이상 벼슬에 임명되지 못했다.
당숙 윤득우는 동래부사, 병조참판, 광주부윤을 지냈으나 소론 신치운의 문인이라 하여 여러번 공격을 당하기도 했다. 할아버지 윤발(尹潑)은 관직이 없다가 집이 수원부 행궁으로 편입되면서 1791년부터 1794년 잠시 낭청을 지내기도 했다. 그러나 다시 현직에 임용되지 못했다. 아버지 윤득실은 수원부의 유생, 무사들을 상대로 취재를 했지만 번번히 낮은 등급을 받았다. 아버지 윤득실은 생전 관직이 통덕랑에 올라갔지만 술을 좋아하다가 38살의 나이로 일찍 사망하였다. 윤보선에 의하면 그 일 때문에 훗날 윤취동의 둘째 아들 윤영렬은 자신의 자손들에게 술을 조심할 것을 거듭 당부했다 한다.

### 젊은 시절
그러나 그의 가계는 몰락했고, 선대에 경기도 수원 이궁터에 거주하다가 그의 조부 대에 충청남도 천안 모산면(毛山面)으로 낙향하였다. 그는 동유로부터 효성이 지극하여 친히 나무 짐을 지는 등으로 양친에 힘썼다. 부모의 병환을 적극적으로 구완하였다. 그의 아버지 대에까지만 해도 천안군 모산면 가장동(可長洞)에 살았고, 천안 모산면과 일북면 일대에는 그의 일가들의 분묘가 있다.
어려서 부모를 여의고 맏형을 섬기기를 아버지처럼 하고 조카를 친자처럼 양육하였다. 그 후 흉년이 당하여 가난한 이의 관납미를 모두 대신 납부해 주어 주민들은 그의 송덕비까지 세우기에 이르렀다. 또한 그 조부의 원사(寃死)를 누차 상언하니 그 효성에 감동되어 쾌히 신원하고 증직까지 내렸다 한다.
형으로는 윤교동과 윤우동이 있었다. 아버지를 일찍 여읜 그는 맏형 윤교동을 어버이처럼 섬겼다고 한다. 또한 그는 아산에 정착한 뒤 일찍 죽은 자신의 맏형 윤우동의 손자 윤치중(尹致仲)과 윤치석(尹致奭) 등을 아산군 둔포면 신항리에 와서 정착하게 했다.

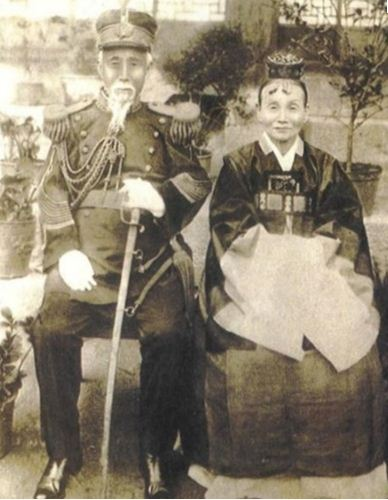
둘째 아들 윤영렬과 며느리 한진숙

손자 윤치호

셋째 아들이던 그의 대에 충청남도 천안군 모산면에서 근처 충남 아산군 삼북면(三北面) 신항리로 이주했다. 후일 천안군의 모산면과 일북면의 일부가 아산군에 편입되어 아산군 삼북면과 합쳐져서 아산군 둔포면이 되었다. 관직은 중추부지사에 이르렀다.

### 자수성가
윤취동은 천안에서 살다가 아산으로 이주한 뒤 근면히 일해 부(富)를 축적했다. 그의 집안은 서서히 충남 아산의 부호로 자리 잡았다. 가난한 몰락 양반 출신 농부의 셋째 아들이었던 그는 부지런히 일하여 농토를 마련했고, 그의 후손들은 그가 쌓아 올린 부를 기반으로 다시 출세할 수 있었다.
아들이 없던 맏형 윤교동은 먼 일가의 아들 윤팽렬(尹彭烈)을 양자로 들였으나 윤팽렬 역시 형 윤교동이 사망하고 4년만인 1833년 9월 23일에 사망하였다. 그는 둘째 형 윤우동의 아들 윤봉렬을 친 아들처럼 거두었으나 윤봉렬은 1850년 7월 3일에 사망한다. 그는 조카 윤봉렬의 두 아들을 거두어 양육하였다. 윤봉렬의 아들들인 종손 윤치중, 윤치석은 신항리 신촌부락에서 가까운 곳으로 분가했는데, 윤치중은 신항리 방곡(芳谷) 바락에, 윤치석은 신항리 방이골 부락에 각각 정착하였다.
나이 40이 넘도록 오랫동안 아들이 없다가 40세가 넘어서 후취 안동김씨(安東金氏)로부터 아들 윤웅렬과 윤영렬을 얻었다. 생전 관직은 지중추부사에 이르렀다. 사후 아들 웅렬, 영렬 형제의 영귀로 증 가선대부 이조참판에 증직되었다가 대한제국 수립 이후 다시 증 자헌대부 의정부찬정(議政府贊政)에 추증되었다.

## 일화
그가 둔포장을 다녀오는 길에 쓰러진 스님을 발견해 극진히 보살펴 줬더니 명당자리를 알려줬다 한다. 그 후 부친 묘를 이곳으로 이장했고 아들대에 출세하게 되었다 한다. 그는 처음에 스님이 일러준 이순신 장군 묘역 근처에 아버지 윤득실의 묘를 매장했는데, 만약 이순신의 후예들에게 드러나게 되면 실수로 했다고 하라고 지시받았다. 그 뒤 이순신 묘소 근처에 평토로 암장했다가 현재의 자리(아산시 음봉면 동천리 산 34-2)로 옮겼다고 한다. 그가 잡은 산소에는 부친 윤득실 내외, 형 윤교동 내외, 첫 부인 고령 신씨 등이 안장되어 있다.
그의 묘는 충청남도 아산시 둔포면 석곡리 선영하에 있다. 그의 묘소 뒤편 북쪽 방향에 할머니 전주이씨 묘와 그 위에 할아버지 윤발의 묘소가 있고, 그의 둘째 부인 안동 김씨 묘소는 그 아래편 아들 윤웅렬의 묘 북쪽 건너편에 있다.

## 가계
|  |  |                               |                               |                               |                               |                               |                               |                      |                      |                      |                      |  |  |  |  |                                    |                                    |                                    |                                    |                                    |                                    |                                    |                                    |                                    |                                    |                                    |                                    |                                    |                                    | 윤취동 (尹取東) 1798~1863          |                                    |  |  |                           |                           |                           |                           |                           |                           |                           |                           |                                    |                                    |                                    |                                    |                                                  |                                                  |                                                  |                                                  |                                                  |                                                  |  |  |  |  |                           |                           |                           |                           |                           |                           |  |  |                       |                       |                       |                       |                       |                       |
|  |  |                               |                               |                               |                               |                               |                               |                      |                      |                      |                      |  |  |  |  |                                    |                                    |                                    |                                    |                                    |                                    |                                    |                                    |                                    |                                    |                                    |                                    |                                    |                                    |                                    |                                    |  |  |                           |                           |                           |                           |                           |                           |                           |                           |                                    |                                    |                                    |                                    |                                                  |                                                  |                                                  |                                                  |                                                  |                                                  |  |  |  |  |                           |                           |                           |                           |                           |                           |  |  |                       |                       |                       |                       |                       |                       |
|  |  |                               |                               |                               |                               |                               |                               |                      |                      |                      |                      |  |  |  |  |                                    |                                    |                                    |                                    |                                    |                                    |                                    |                                    |                                    |                                    |                                    |                                    |                                    |                                    |                                    |                                    |  |  |                           |                           |                           |                           |                           |                           |                           |                           |                                    |                                    |                                    |                                    |                                                  |                                                  |                                                  |                                                  |                                                  |                                                  |  |  |  |  |                           |                           |                           |                           |                           |                           |  |  |                       |                       |                       |                       |                       |                       |
|  |  | 전주이씨 (全州李氏) 1844~1936 | 전주이씨 (全州李氏) 1844~1936 | 전주이씨 (全州李氏) 1844~1936 | 전주이씨 (全州李氏) 1844~1936 | 전주이씨 (全州李氏) 1844~1936 | 전주이씨 (全州李氏) 1844~1936 |                      |                      |                      |                      |  |  |  |  |                                    |                                    |                                    |                                    | 반계 윤웅렬 (磻溪尹雄烈) 1840~1911 | 반계 윤웅렬 (磻溪尹雄烈) 1840~1911 | 반계 윤웅렬 (磻溪尹雄烈) 1840~1911 | 반계 윤웅렬 (磻溪尹雄烈) 1840~1911 | 반계 윤웅렬 (磻溪尹雄烈) 1840~1911 | 반계 윤웅렬 (磻溪尹雄烈) 1840~1911 |                                    |                                    |                                    |                                    |                                    |                                    |  |  |                           |                           | 김정순 (金貞淳) 1879~1959 | 김정순 (金貞淳) 1879~1959 | 김정순 (金貞淳) 1879~1959 | 김정순 (金貞淳) 1879~1959 | 김정순 (金貞淳) 1879~1959 | 김정순 (金貞淳) 1879~1959 |                                    |                                    |                                    |                                    | 연구 윤영렬 (蓮龜尹英烈) 1854~1939 윤영렬 가계도 | 연구 윤영렬 (蓮龜尹英烈) 1854~1939 윤영렬 가계도 | 연구 윤영렬 (蓮龜尹英烈) 1854~1939 윤영렬 가계도 | 연구 윤영렬 (蓮龜尹英烈) 1854~1939 윤영렬 가계도 | 연구 윤영렬 (蓮龜尹英烈) 1854~1939 윤영렬 가계도 | 연구 윤영렬 (蓮龜尹英烈) 1854~1939 윤영렬 가계도 |  |  |  |  | 한진숙 (韓鎭淑) 1851~1938 | 한진숙 (韓鎭淑) 1851~1938 | 한진숙 (韓鎭淑) 1851~1938 | 한진숙 (韓鎭淑) 1851~1938 | 한진숙 (韓鎭淑) 1851~1938 | 한진숙 (韓鎭淑) 1851~1938 |  |  | 윤씨 (尹氏) 1835~1920 | 윤씨 (尹氏) 1835~1920 | 윤씨 (尹氏) 1835~1920 | 윤씨 (尹氏) 1835~1920 | 윤씨 (尹氏) 1835~1920 | 윤씨 (尹氏) 1835~1920 |
|  |  | 전주이씨 (全州李氏) 1844~1936 | 전주이씨 (全州李氏) 1844~1936 | 전주이씨 (全州李氏) 1844~1936 | 전주이씨 (全州李氏) 1844~1936 | 전주이씨 (全州李氏) 1844~1936 | 전주이씨 (全州李氏) 1844~1936 |                      |                      |                      |                      |  |  |  |  |                                    |                                    |                                    |                                    | 반계 윤웅렬 (磻溪尹雄烈) 1840~1911 | 반계 윤웅렬 (磻溪尹雄烈) 1840~1911 | 반계 윤웅렬 (磻溪尹雄烈) 1840~1911 | 반계 윤웅렬 (磻溪尹雄烈) 1840~1911 | 반계 윤웅렬 (磻溪尹雄烈) 1840~1911 | 반계 윤웅렬 (磻溪尹雄烈) 1840~1911 |                                    |                                    |                                    |                                    |                                    |                                    |  |  |                           |                           | 김정순 (金貞淳) 1879~1959 | 김정순 (金貞淳) 1879~1959 | 김정순 (金貞淳) 1879~1959 | 김정순 (金貞淳) 1879~1959 | 김정순 (金貞淳) 1879~1959 | 김정순 (金貞淳) 1879~1959 |                                    |                                    |                                    |                                    | 연구 윤영렬 (蓮龜尹英烈) 1854~1939 윤영렬 가계도 | 연구 윤영렬 (蓮龜尹英烈) 1854~1939 윤영렬 가계도 | 연구 윤영렬 (蓮龜尹英烈) 1854~1939 윤영렬 가계도 | 연구 윤영렬 (蓮龜尹英烈) 1854~1939 윤영렬 가계도 | 연구 윤영렬 (蓮龜尹英烈) 1854~1939 윤영렬 가계도 | 연구 윤영렬 (蓮龜尹英烈) 1854~1939 윤영렬 가계도 |  |  |  |  | 한진숙 (韓鎭淑) 1851~1938 | 한진숙 (韓鎭淑) 1851~1938 | 한진숙 (韓鎭淑) 1851~1938 | 한진숙 (韓鎭淑) 1851~1938 | 한진숙 (韓鎭淑) 1851~1938 | 한진숙 (韓鎭淑) 1851~1938 |  |  | 윤씨 (尹氏) 1835~1920 | 윤씨 (尹氏) 1835~1920 | 윤씨 (尹氏) 1835~1920 | 윤씨 (尹氏) 1835~1920 | 윤씨 (尹氏) 1835~1920 | 윤씨 (尹氏) 1835~1920 |
|  |  |                               |                               |                               |                               |                               |                               |                      |                      |                      |                      |  |  |  |  |                                    |                                    |                                    |                                    |                                    |                                    |                                    |                                    |                                    |                                    |                                    |                                    |                                    |                                    |                                    |                                    |  |  |                           |                           |                           |                           |                           |                           |                           |                           |                                    |                                    |                                    |                                    |                                                  |                                                  |                                                  |                                                  |                                                  |                                                  |  |  |  |  |                           |                           |                           |                           |                           |                           |  |  |                       |                       |                       |                       |                       |                       |
|  |  |                               |                               |                               |                               |                               |                               |                      |                      |                      |                      |  |  |  |  |                                    |                                    |                                    |                                    |                                    |                                    |                                    |                                    |                                    |                                    |                                    |                                    |                                    |                                    |                                    |                                    |  |  |                           |                           |                           |                           |                           |                           |                           |                           |                                    |                                    |                                    |                                    |                                                  |                                                  |                                                  |                                                  |                                                  |                                                  |  |  |  |  |                           |                           |                           |                           |                           |                           |  |  |                       |                       |                       |                       |                       |                       |
|  |  |                               |                               |                               |                               | 친 누이동생 (花峴妹)          | 친 누이동생 (花峴妹)          | 친 누이동생 (花峴妹) | 친 누이동생 (花峴妹) | 친 누이동생 (花峴妹) | 친 누이동생 (花峴妹) |  |  |  |  | 좌옹 윤치호 (佐翁尹致昊) 1865~1945 | 좌옹 윤치호 (佐翁尹致昊) 1865~1945 | 좌옹 윤치호 (佐翁尹致昊) 1865~1945 | 좌옹 윤치호 (佐翁尹致昊) 1865~1945 | 좌옹 윤치호 (佐翁尹致昊) 1865~1945 | 좌옹 윤치호 (佐翁尹致昊) 1865~1945 |                                    |                                    |                                    |                                    | 남포 윤치왕 (南圃尹致旺) 1895~1982 | 남포 윤치왕 (南圃尹致旺) 1895~1982 | 남포 윤치왕 (南圃尹致旺) 1895~1982 | 남포 윤치왕 (南圃尹致旺) 1895~1982 | 남포 윤치왕 (南圃尹致旺) 1895~1982 | 남포 윤치왕 (南圃尹致旺) 1895~1982 |  |  | 윤치창 (尹致昌) 1899~1973 | 윤치창 (尹致昌) 1899~1973 | 윤치창 (尹致昌) 1899~1973 | 윤치창 (尹致昌) 1899~1973 | 윤치창 (尹致昌) 1899~1973 | 윤치창 (尹致昌) 1899~1973 |                           |                           | 손진실 (孫眞實) 홍정욱 가계도 참조 | 손진실 (孫眞實) 홍정욱 가계도 참조 | 손진실 (孫眞實) 홍정욱 가계도 참조 | 손진실 (孫眞實) 홍정욱 가계도 참조 | 손진실 (孫眞實) 홍정욱 가계도 참조               | 손진실 (孫眞實) 홍정욱 가계도 참조               |                                                  |                                                  |                                                  |                                                  |  |  |  |  |                           |                           |                           |                           |                           |                           |  |  |                       |                       |                       |                       |                       |                       |
|  |  |                               |                               |                               |                               | 친 누이동생 (花峴妹)          | 친 누이동생 (花峴妹)          | 친 누이동생 (花峴妹) | 친 누이동생 (花峴妹) | 친 누이동생 (花峴妹) | 친 누이동생 (花峴妹) |  |  |  |  | 좌옹 윤치호 (佐翁尹致昊) 1865~1945 | 좌옹 윤치호 (佐翁尹致昊) 1865~1945 | 좌옹 윤치호 (佐翁尹致昊) 1865~1945 | 좌옹 윤치호 (佐翁尹致昊) 1865~1945 | 좌옹 윤치호 (佐翁尹致昊) 1865~1945 | 좌옹 윤치호 (佐翁尹致昊) 1865~1945 |                                    |                                    |                                    |                                    | 남포 윤치왕 (南圃尹致旺) 1895~1982 | 남포 윤치왕 (南圃尹致旺) 1895~1982 | 남포 윤치왕 (南圃尹致旺) 1895~1982 | 남포 윤치왕 (南圃尹致旺) 1895~1982 | 남포 윤치왕 (南圃尹致旺) 1895~1982 | 남포 윤치왕 (南圃尹致旺) 1895~1982 |  |  | 윤치창 (尹致昌) 1899~1973 | 윤치창 (尹致昌) 1899~1973 | 윤치창 (尹致昌) 1899~1973 | 윤치창 (尹致昌) 1899~1973 | 윤치창 (尹致昌) 1899~1973 | 윤치창 (尹致昌) 1899~1973 |                           |                           | 손진실 (孫眞實) 홍정욱 가계도 참조 | 손진실 (孫眞實) 홍정욱 가계도 참조 | 손진실 (孫眞實) 홍정욱 가계도 참조 | 손진실 (孫眞實) 홍정욱 가계도 참조 | 손진실 (孫眞實) 홍정욱 가계도 참조               | 손진실 (孫眞實) 홍정욱 가계도 참조               |                                                  |                                                  |                                                  |                                                  |  |  |  |  |                           |                           |                           |                           |                           |                           |  |  |                       |                       |                       |                       |                       |                       |

|                       |                       |                                     |                                     |                                     |                                     |                                     |                                     |  |  |                                                   |                                                   |                                                   |                                                   |                                                   |                                                   | 윤취동 (尹取東) 1798~1863 |  |                                     |                                     |                                     |                                     |                                     |                                     |  |  |                                     |                                     |                                     |                                     |                                     |                                     |                                     |                                     |                                     |                                     |                                     |                                     |                                     |                                     |  |  |                                     |                                     |                                     |                                     |                                     |                                     |                           |                           |                           |                           |                           |                           |                           |                           |                           |                           |  |  |                           |                           |                           |                           |                           |                           |  |  |           |           |           |           |           |           |
|                       |                       |                                     |                                     |                                     |                                     |                                     |                                     |  |  |                                                   |                                                   |                                                   |                                                   |                                                   |                                                   |                           |  |                                     |                                     |                                     |                                     |                                     |                                     |  |  |                                     |                                     |                                     |                                     |                                     |                                     |                                     |                                     |                                     |                                     |                                     |                                     |                                     |                                     |  |  |                                     |                                     |                                     |                                     |                                     |                                     |                           |                           |                           |                           |                           |                           |                           |                           |                           |                           |  |  |                           |                           |                           |                           |                           |                           |  |  |           |           |           |           |           |           |
|                       |                       |                                     |                                     |                                     |                                     |                                     |                                     |  |  |                                                   |                                                   |                                                   |                                                   |                                                   |                                                   |                           |  |                                     |                                     |                                     |                                     |                                     |                                     |  |  |                                     |                                     |                                     |                                     |                                     |                                     |                                     |                                     |                                     |                                     |                                     |                                     |                                     |                                     |  |  |                                     |                                     |                                     |                                     |                                     |                                     |                           |                           |                           |                           |                           |                           |                           |                           |                           |                           |  |  |                           |                           |                           |                           |                           |                           |  |  |           |           |           |           |           |           |
| 윤씨 (尹氏) 1835~1920 | 윤씨 (尹氏) 1835~1920 | 윤씨 (尹氏) 1835~1920               | 윤씨 (尹氏) 1835~1920               | 윤씨 (尹氏) 1835~1920               | 윤씨 (尹氏) 1835~1920               |                                     |                                     |  |  | 반계 윤웅렬 (磻溪 尹雄烈) 1840~1911 윤웅렬 가계도 | 반계 윤웅렬 (磻溪 尹雄烈) 1840~1911 윤웅렬 가계도 | 반계 윤웅렬 (磻溪 尹雄烈) 1840~1911 윤웅렬 가계도 | 반계 윤웅렬 (磻溪 尹雄烈) 1840~1911 윤웅렬 가계도 | 반계 윤웅렬 (磻溪 尹雄烈) 1840~1911 윤웅렬 가계도 | 반계 윤웅렬 (磻溪 尹雄烈) 1840~1911 윤웅렬 가계도 |                           |  |                                     |                                     |                                     |                                     |                                     |                                     |  |  |                                     |                                     |                                     |                                     | 연구 윤영렬 (蓮龜 尹英烈) 1854~1939 | 연구 윤영렬 (蓮龜 尹英烈) 1854~1939 | 연구 윤영렬 (蓮龜 尹英烈) 1854~1939 | 연구 윤영렬 (蓮龜 尹英烈) 1854~1939 | 연구 윤영렬 (蓮龜 尹英烈) 1854~1939 | 연구 윤영렬 (蓮龜 尹英烈) 1854~1939 |                                     |                                     |                                     |                                     |  |  |                                     |                                     |                                     |                                     |                                     |                                     | 한진숙 (韓鎭淑) 1851~1938 | 한진숙 (韓鎭淑) 1851~1938 | 한진숙 (韓鎭淑) 1851~1938 | 한진숙 (韓鎭淑) 1851~1938 | 한진숙 (韓鎭淑) 1851~1938 | 한진숙 (韓鎭淑) 1851~1938 |                           |                           |                           |                           |  |  |                           |                           |                           |                           |                           |                           |  |  |           |           |           |           |           |           |
| 윤씨 (尹氏) 1835~1920 | 윤씨 (尹氏) 1835~1920 | 윤씨 (尹氏) 1835~1920               | 윤씨 (尹氏) 1835~1920               | 윤씨 (尹氏) 1835~1920               | 윤씨 (尹氏) 1835~1920               |                                     |                                     |  |  | 반계 윤웅렬 (磻溪 尹雄烈) 1840~1911 윤웅렬 가계도 | 반계 윤웅렬 (磻溪 尹雄烈) 1840~1911 윤웅렬 가계도 | 반계 윤웅렬 (磻溪 尹雄烈) 1840~1911 윤웅렬 가계도 | 반계 윤웅렬 (磻溪 尹雄烈) 1840~1911 윤웅렬 가계도 | 반계 윤웅렬 (磻溪 尹雄烈) 1840~1911 윤웅렬 가계도 | 반계 윤웅렬 (磻溪 尹雄烈) 1840~1911 윤웅렬 가계도 |                           |  |                                     |                                     |                                     |                                     |                                     |                                     |  |  |                                     |                                     |                                     |                                     | 연구 윤영렬 (蓮龜 尹英烈) 1854~1939 | 연구 윤영렬 (蓮龜 尹英烈) 1854~1939 | 연구 윤영렬 (蓮龜 尹英烈) 1854~1939 | 연구 윤영렬 (蓮龜 尹英烈) 1854~1939 | 연구 윤영렬 (蓮龜 尹英烈) 1854~1939 | 연구 윤영렬 (蓮龜 尹英烈) 1854~1939 |                                     |                                     |                                     |                                     |  |  |                                     |                                     |                                     |                                     |                                     |                                     | 한진숙 (韓鎭淑) 1851~1938 | 한진숙 (韓鎭淑) 1851~1938 | 한진숙 (韓鎭淑) 1851~1938 | 한진숙 (韓鎭淑) 1851~1938 | 한진숙 (韓鎭淑) 1851~1938 | 한진숙 (韓鎭淑) 1851~1938 |                           |                           |                           |                           |  |  |                           |                           |                           |                           |                           |                           |  |  |           |           |           |           |           |           |
|                       |                       |                                     |                                     |                                     |                                     |                                     |                                     |  |  |                                                   |                                                   |                                                   |                                                   |                                                   |                                                   |                           |  |                                     |                                     |                                     |                                     |                                     |                                     |  |  |                                     |                                     |                                     |                                     |                                     |                                     |                                     |                                     |                                     |                                     |                                     |                                     |                                     |                                     |  |  |                                     |                                     |                                     |                                     |                                     |                                     |                           |                           |                           |                           |                           |                           |                           |                           |                           |                           |  |  |                           |                           |                           |                           |                           |                           |  |  |           |           |           |           |           |           |
|                       |                       |                                     |                                     |                                     |                                     |                                     |                                     |  |  |                                                   |                                                   |                                                   |                                                   |                                                   |                                                   |                           |  |                                     |                                     |                                     |                                     |                                     |                                     |  |  |                                     |                                     |                                     |                                     |                                     |                                     |                                     |                                     |                                     |                                     |                                     |                                     |                                     |                                     |  |  |                                     |                                     |                                     |                                     |                                     |                                     |                           |                           |                           |                           |                           |                           |                           |                           |                           |                           |  |  |                           |                           |                           |                           |                           |                           |  |  |           |           |           |           |           |           |
|                       |                       |                                     |                                     |                                     |                                     |                                     |                                     |  |  |                                                   |                                                   |                                                   |                                                   |                                                   |                                                   |                           |  |                                     |                                     |                                     |                                     |                                     |                                     |  |  |                                     |                                     |                                     |                                     |                                     |                                     |                                     |                                     |                                     |                                     |                                     |                                     |                                     |                                     |  |  |                                     |                                     |                                     |                                     |                                     |                                     |                           |                           |                           |                           |                           |                           |                           |                           |                           |                           |  |  |                           |                           |                           |                           |                           |                           |  |  |           |           |           |           |           |           |
|                       |                       | 동암 윤치오 (東庵 尹致旿) 1869~1950 | 동암 윤치오 (東庵 尹致旿) 1869~1950 | 동암 윤치오 (東庵 尹致旿) 1869~1950 | 동암 윤치오 (東庵 尹致旿) 1869~1950 | 동암 윤치오 (東庵 尹致旿) 1869~1950 | 동암 윤치오 (東庵 尹致旿) 1869~1950 |  |  | 동야 윤치소 (東野 尹致昭) 1871~1944               | 동야 윤치소 (東野 尹致昭) 1871~1944               | 동야 윤치소 (東野 尹致昭) 1871~1944               | 동야 윤치소 (東野 尹致昭) 1871~1944               | 동야 윤치소 (東野 尹致昭) 1871~1944               | 동야 윤치소 (東野 尹致昭) 1871~1944               |                           |  | 악연 윤치성 (岳淵 尹致晟) 1875~1936 | 악연 윤치성 (岳淵 尹致晟) 1875~1936 | 악연 윤치성 (岳淵 尹致晟) 1875~1936 | 악연 윤치성 (岳淵 尹致晟) 1875~1936 | 악연 윤치성 (岳淵 尹致晟) 1875~1936 | 악연 윤치성 (岳淵 尹致晟) 1875~1936 |  |  | 간송 윤치병 (澗松 尹致昞) 1880~1940 | 간송 윤치병 (澗松 尹致昞) 1880~1940 | 간송 윤치병 (澗松 尹致昞) 1880~1940 | 간송 윤치병 (澗松 尹致昞) 1880~1940 | 간송 윤치병 (澗松 尹致昞) 1880~1940 | 간송 윤치병 (澗松 尹致昞) 1880~1940 |                                     |                                     | 남강 윤치명 (南岡 尹致明) 1885~1944 | 남강 윤치명 (南岡 尹致明) 1885~1944 | 남강 윤치명 (南岡 尹致明) 1885~1944 | 남강 윤치명 (南岡 尹致明) 1885~1944 | 남강 윤치명 (南岡 尹致明) 1885~1944 | 남강 윤치명 (南岡 尹致明) 1885~1944 |  |  | 동산 윤치영 (東山 尹致暎) 1898~1996 | 동산 윤치영 (東山 尹致暎) 1898~1996 | 동산 윤치영 (東山 尹致暎) 1898~1996 | 동산 윤치영 (東山 尹致暎) 1898~1996 | 동산 윤치영 (東山 尹致暎) 1898~1996 | 동산 윤치영 (東山 尹致暎) 1898~1996 |                           |                           |                           |                           | 윤활란 (尹活蘭) 1884~1967 | 윤활란 (尹活蘭) 1884~1967 | 윤활란 (尹活蘭) 1884~1967 | 윤활란 (尹活蘭) 1884~1967 | 윤활란 (尹活蘭) 1884~1967 | 윤활란 (尹活蘭) 1884~1967 |  |  | 윤노덕 (尹老德) 1889~1979 | 윤노덕 (尹老德) 1889~1979 | 윤노덕 (尹老德) 1889~1979 | 윤노덕 (尹老德) 1889~1979 | 윤노덕 (尹老德) 1889~1979 | 윤노덕 (尹老德) 1889~1979 |  |  | 이름 미상 | 이름 미상 | 이름 미상 | 이름 미상 | 이름 미상 | 이름 미상 |

- 할아버지: 윤발(尹潑, 1728 ~ 1798, 증 통정대부 호조참의에 추증)
  - 큰아버지: 윤득눌(尹得訥, 1747년 - 1816년 11월 21일)
  - 중부: 윤득술(尹得述, 1758년 - 1790년 9월 24일
  - 숙부: 윤득길(尹得吉) - 삼촌 윤항(尹沆)의 양자로 갔다.
  - 숙부: 윤득칠(尹得七)
- 부: 윤득실(尹得實, 1768 ~ 1823), 윤흔의 5대손[6]으로 사후 증 가선대부 의정부참찬에 추증되었다.[7]
- 모: 증 정부인 남양홍씨[7](1765년 - 1816년 5월 7일)
  - 형: 윤교동(尹敎東, 1786년 - 1829년 5월 8일)
  - 형수: 나주 임씨(羅州林氏, 1794년 2월 3일 - 1834년 10월 2일)
    - 조카: 윤팽렬(尹彭烈, 1801년 - 1833년 9월 23일)
    - 조카며느리: 전주이씨, 1813년 - 1894년 10월 18일

  - 형: 윤우동(尹祐東, 1788년 3월 15일 - 1827년 4월 30일)
  - 형수: 우봉이씨, 1797년 9월 10일 - 1834년 11월 3일)
    - 조카: 윤봉렬(尹鳳烈, 1821년 - 1850년 7월 3일)
    - 조카며느리: 안동김씨(1818년 - 1843년 2월 8일)- 김세인(金世仁)의 딸
    - 조카며느리: 밀양박씨(1822년 - 1881년)
      - 종손자: 윤치중(尹致仲, 1841년 10월 8일 - 1896년 9월 10일)
      - 종손자: 윤치석(尹致奭)

  - 누이: 해평윤씨
  - 매부: 김상정(金相鼎, 광산김씨)

- 처: 고령신씨([6] 高靈申氏, 1797년 - 1827년 3월 17일)
- 처: 안동김씨(安東金氏, 1810년? - 1900년 10월), 김기건(金驥健)의 딸
  - 딸: 해평윤씨(1835년 - 1920년)
  - 사위: 이원시(李源始, 본관은 용인), 2남 2녀
  - 딸: 해평윤씨
  - 사위: 이인서(李寅恕, 본관은 전주)

- - 아들: 윤웅렬(尹雄烈, 1840년 음력 4월 17일 - 1911년 양력 9월 22일)
  - 맏며느리: 전의이씨(全義李氏, 1838년 6월 9일[8] - 1907년 3월 4일), 진사 이현표(李玄豹)의 딸
    - 손녀: 해평윤씨
    - 손녀사위: 김충현(金忠鉉, 광산김씨)

  - 며느리: 전주이씨(全州李氏, 이정무, 1844년 9월 27일 - 1936년 2월 20일), 이일영(李日榮)의 딸
    - 손녀: 윤경희(尹慶姬, 1862년 - ?)
    - 손녀사위: 김재극(金在極, 언양김씨), 군수 김화영(金華榮)의 아들
    - 손자: 좌옹윤치호(佐翁尹致昊, 1865년 음력 1월 16일 - 1945년 양력 12월 9일)

  - 첩며느리: 다옥(茶玉, 아들 윤웅렬의 첩)
  - 며느리: 김정순(金貞淳, 1879년 3월 15일 - 1959년 11월 16일)
    - 손자: 이름 미상, 요절
    - 손자: 남포윤치왕(南圃尹致旺, 1895년 양력 2월 17일 - 1982년 양력 12월 21일)
    - 손자: 남계윤치창(南溪尹致昌, 1899년 양력 3월 5일 - 1973년 양력 10월 1일)- 초대 영국 공사.

- - 아들: 윤영렬(尹英烈, 1854년 음력 4월 15일 - 1939년 양력 11월 4일)
  - 며느리: 청주한씨 한진숙(淸州韓氏 韓鎭淑, ? - 1938년)
    - 손자: 동암윤치오(東庵尹致旿, 1869년 음력 8월 5일 - 1949년 양력 12월 2일)
    - 손자: 동야윤치소(東野尹致昭, 1871년 음력 8월 25일 - 1944년 양력 2월 20일)
    - 손자: 악연윤치성(岳淵尹致晟, 1875년 음력 3월 2일 - 1936년 양력 8월 11일)
    - 손자: 간송윤치병(澗松尹致昞, 1880년 음력 6월 4일 - 1939년 양력 1월 24일)
    - 손자: 남강윤치명(南岡尹致明, 1885년 음력 9월 - 1944년 양력 4월 21일)
    - 손자: 동산윤치영(東山尹致暎, 1898년 양력 2월 10일 - 1996년 양력 2월 9일)
    - 손자: 이름 미상
    - 손녀: 윤활란
    - 손녀: 윤노덕(1889년 6월 14일 - 1979년 11월 24일)

  - 첩며느리: 이름 미상, 아들 윤영렬의 첩
    - 서손녀: 윤씨
    - 서손자: 윤치정(尹致晶)
    - 서손자: 윤치일(尹致日)
    - 서손녀: 윤길희(尹吉喜, 1925년 8월 17일 ~ )
    - 서손녀: 윤인희(尹麟喜, 1927년 1월 17일 ~ )

- 사돈: 한진창(韓鎭昌, 1858년 1월 26일 ~ 1935년 2월 2일)

## 같이 보기
- 윤치호
- 윤웅렬
- 윤영렬
- 윤보선
- 윤치영
- 윤득우
- 윤세겸
- 윤흔
- 수원성
- 이궁

## 참고
- [http://www.chunghyo.net:8080/dat/dat_age_pe_view.jsp?code=AG-03&searchColumn=&searchText=&currPage=40&info_no=323%5B깨진+링크(과거+내용+찾기)%5D][깨진 링크(과거 내용 찾기)]

## 기타
오랫동안 아들이 없다가 후처인 안동 김씨에게서 나이 40이 넘어 아들을 두었다. 이 때문에 다른 친척들과 항렬, 나이 차이가 많이 나게 되었다.
둘째 부인인 안동김씨에게서도 아들이 없자 그는 아산 근처 웅달산에 기도를 한 후 첫 아들 윤웅렬을 얻게 되었는데, 그 뒤 둘째 아들을 얻으면서 영웅에서 이름을 따서 윤영렬이라 하였다. 늦게 산에 기도하고 아들 둘을 얻었다고 믿은 그는 기도드린 산을 집웅달산이라 이름붙였다. 그의 부인 안동김씨가 기도를 드리던 곳은 염수대라는 지명이 붙게 됐다.
그의 형 윤교동은 아들이 없어 생전에 양자 윤팽렬을 들였지만 윤교동 사후 윤팽렬도 후사 없이 요절했고, 둘째 형 윤우동과 윤우동의 아들 윤봉렬도 일찍 죽었으므로, 셋째 아들인 윤취동이 어린 종손자들의 양육과 함께 제사를 받들게 되었다.